# Monika Berwein
Monika Berwein (verheiratete Berwein-Schmid * 31. August 1957 in Garmisch-Partenkirchen) ist eine ehemalige deutsche Skirennläuferin. Mitte der 1970er Jahre war sie eine der stärksten Slalom- und Riesenslalomläuferinnen des Deutschen Skiverbandes (DSV).
Den größten Erfolg ihrer Karriere feierte sie im Januar 1976 mit dem zweiten Platz beim Weltcupslalom von Les Gets. Diese Platzierung blieb ihre einzige auf dem Podest. Weitere acht Mal landete sie zwischen 1975 und 1977 unter den besten Zehn. Im Februar 1976 ging sie bei den Olympischen Winterspielen in Innsbruck im Slalom an den Start, schied aber im zweiten Durchgang aus. Monika Berwein war zweimal Deutsche Vizemeisterin. 1974 wurde sie Junioreneuropameisterin im Riesenslalom und 1975 im Slalom.
Nach ihrem Rücktritt vom aktiven Skirennsport ließ sich Berwein zur Skilehrerin ausbilden und betreibt heute in Bad Oberdorf eine Skischule für Jugendliche. Ihr Sohn Jonas (* 1992) ist als Telemarker aktiv.

## Erfolge

### Weltcup
9 Platzierungen unter den besten 10, davon 1 Podestplatz

### Olympische Winterspiele
- Innsbruck 1976: DNF Slalom